# منتخب ريونيون تحت 17 سنة لكرة القدم
منتخب ريونيون تحت 17 سنة لكرة القدم (بالفرنسية: Équipe de La Réunion des moins de 17 ans de football)‏ هو ممثل لا ريونيون الرسمي في المنافسات الدولية في كرة القدم تحت 17 سنة
.